# Респект
Респект е трети студиен албум на българската рок група Епизод, издаден през 1999 година.

## Песни
Албумът се състои от 11 песни:
- Аз съм мъж
- Ангел на греха
- Завръщане
- Каменно сърце
- На колела
- Нямам избор
- Обичай това
- Ранен
- Респект (Бий за да те уважават)
- Умникът
- Ще намеря сили

## Изпълнители
Изпълнители на албума са:
- Николай Урумов – вокал
- Драгомир Драганов – китара
- Симеон Христов – бас
- Стоян Петров – ударни